# WWF Forceable Entry
WWF Forceable Entry è un album prodotto dalla World Wrestling Federation nel 2002, il primo ad essere realizzato con la collaborazione della Columbia Records.
È l'ultimo album dalla federazione a presentare nel titolo la sigla "WWF", poiché la compagnia cambiò il suo nome in World Wrestling Entertainment nello stesso anno.
I brani sono stati realizzati da diverse rock band e utilizzate come theme song (musiche d'ingresso) da alcuni wrestler. Quest'album ha un sequel, pubblicato nel maggio del 2006.

## Tracce
| Traccia | Titolo                                           | Wrestler/PPV            | Durata |
| ------- | ------------------------------------------------ | ----------------------- | ------ |
| 1       | The Game (Drowning Pool)                         | Triple H                | 3:28   |
| 2       | Legs (Kid Rock)                                  | Stacy Keibler           | 4:53   |
| 3       | Young Grown Old (Creed)                          | Backlash 2002           | 4:43   |
| 4       | Glass Shatters (Disturbed)                       | Stone Cold Steve Austin | 3:54   |
| 5       | Rollin (Limp Bizkit)                             | The Undertaker          | 3:33   |
| 6       | Whatever (Our Lady Peace)                        | Chris Benoit            | 3:53   |
| 7       | Never Gonna Stop (Rob Zombie)                    | Edge                    | 3:40   |
| 8       | One of a Kind (Breaking Point)                   | Rob Van Dam             | 3:28   |
| 9       | The Beautiful People (WWF Remix, Marilyn Manson) | SmackDown               | 4:16   |
| 10      | Across the Nation (The Union Underground)        | Raw                     | 3:00   |
| 11      | Break the Walls Down (Sevendust)                 | Chris Jericho           | 3:16   |
| 12      | Turn the Tables (Saliva)                         | The Dudley Boyz         | 4:21   |
| 13      | Live for the Moment (Monster Magnet)             | The Hardy Boyz          | 4:59   |
| 14      | End of Everything (Stereomud)                    | Raven                   | 3:27   |
| 15      | Ride of Your Life (Neurotica)                    | King of the Ring 2002   | 3:38   |
| 16      | Just Another Victim (Cypress Hill)               | Tazz                    | 4:14   |
| 17      | No Chance (Dope)                                 | Vince McMahon           | 4:01   |
| 18      | Lovefurypassionenergy (Boy Hits Car)             | Lita                    | 4:41   |
| 19      | Slow Chemical (Finger Eleven) *                  | Kane                    | 3:42   |

* Questa traccia è contenuta esclusivamente nelle versioni Canadian e FYE Stores dell'album.

## Curiosità
- The Game dei Drowning Pool fu suonata dal vivo a WrestleMania X8, così come Turn The Tables dei Saliva.
- Legs è una cover di una canzone originariamente scritta e suonata dagli ZZ Top.
- Young Grow Old fu usata come colonna sonora per il pay-per-view Backlash 2002.
- Originariamente utilizzata dagli Hardy Boyz, Live for the Moment fu poi utilizzata da Matt Hardy come theme song personale quando iniziò il suo periodo da lottatore singolo.
- Ride of Your Life fu usata come colonna sonora del pay-per-view King of the Ring 2002.
- La versione di Never Gonna Stop dell'album è differente da quella che fu usata da Edge: questi usò la versione originale della canzone alla quale aggiunse all'inizio la frase "You Think You Know Me?", parte della sua vecchia musica d'ingresso.